# Вивье (Аверон)
Вивье́ (фр. Viviez, окс. Vivièrs) — коммуна во Франции, находится в регионе Окситания. Департамент — Аверон. Входит в состав кантона Обен. Округ коммуны — Вильфранш-де-Руэрг.
Код INSEE коммуны — 12305.
Коммуна расположена приблизительно в 480 км к югу от Парижа, в 125 км северо-восточнее Тулузы, в 37 км к северо-западу от Родеза.

## Население
Население коммуны на 2008 год составляло 1396 человек.
| 1962 | 1968 | 1975 | 1982 | 1990 | 1999 | 2008 |
| ---- | ---- | ---- | ---- | ---- | ---- | ---- |
| 2974 | 2650 | 2162 | 1889 | 1662 | 1502 | 1396 |

## Экономика
В 2007 году среди 815 человек в трудоспособном возрасте (15—64 лет) 587 были экономически активными, 228 — неактивными (показатель активности — 72,0 %, в 1999 году было 71,1 %). Из 587 активных работали 542 человека (285 мужчин и 257 женщин), безработных было 45 (18 мужчин и 27 женщин). Среди 228 неактивных 50 человек были учениками или студентами, 88 — пенсионерами, 90 были неактивными по другим причинам.

## Фотогалерея

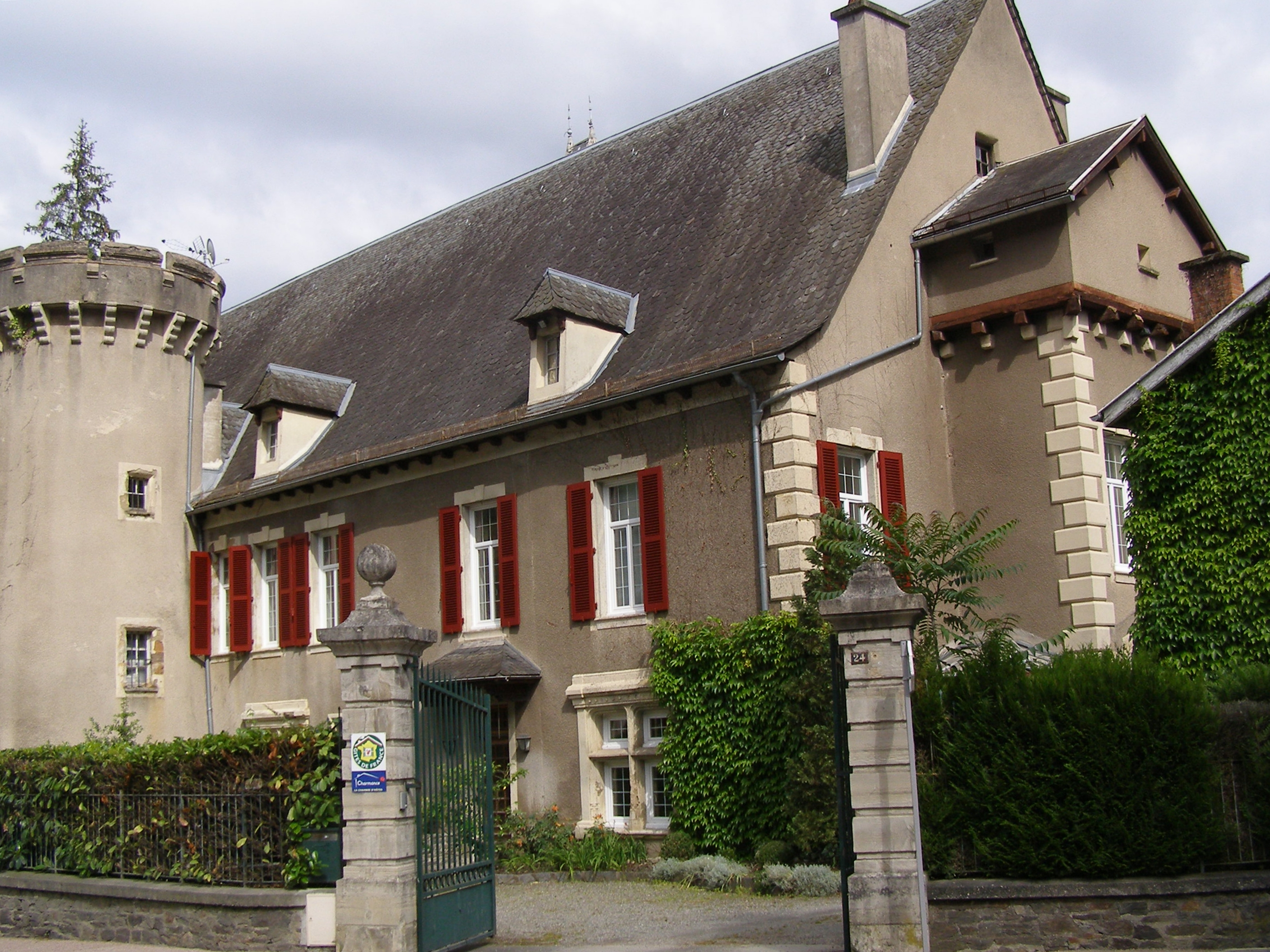
Замок
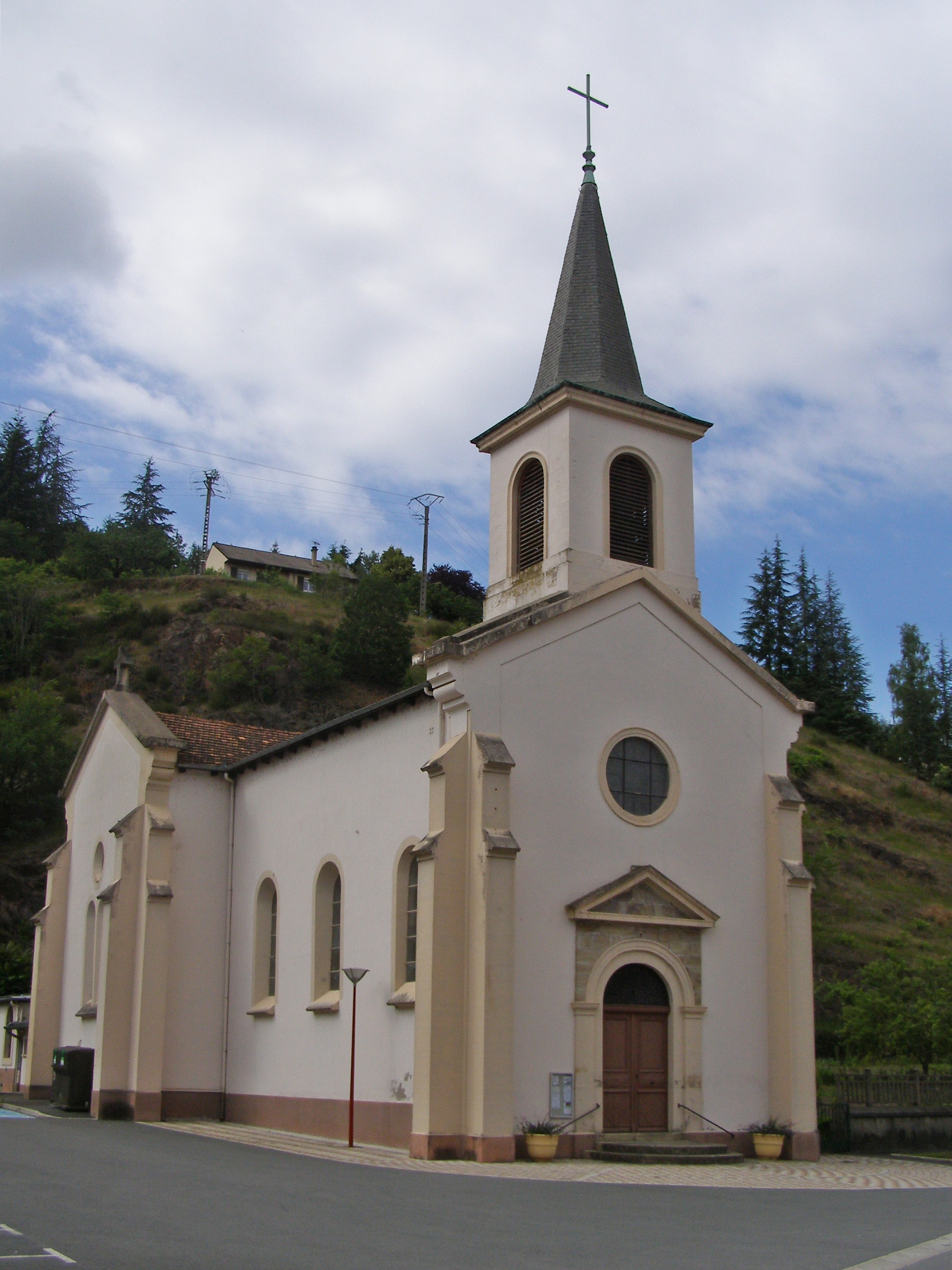
Церковь
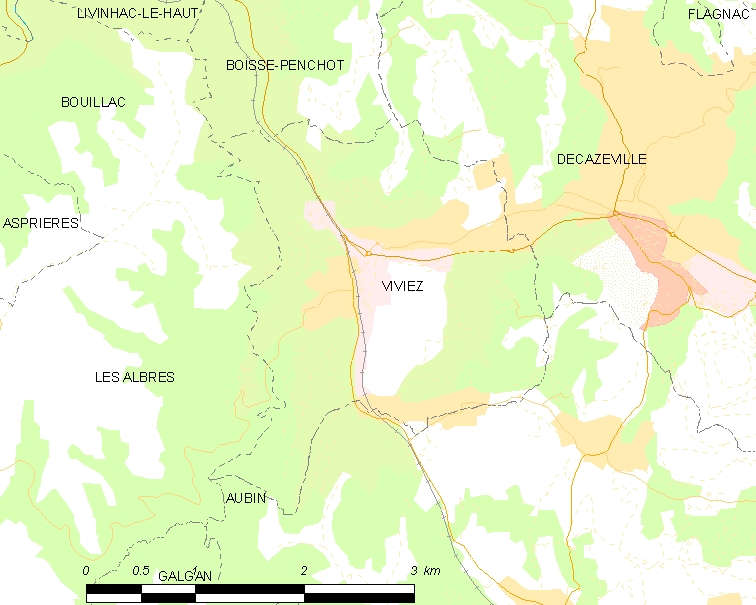
Карта коммуны